# Даљина (албум)
Даљина је трећи студијски албум српског поп певача Влада Георгиева, издат 6. јун 2013. за Барба Мјузик.